# Glory days (春奈るなのアルバム)
～『冴えない彼女の育てかた』シリーズコンプリートEP～『glory days』（グロリー デイズ）は、春奈るなの3枚目のミニアルバム。2019年10月23日にSACRA MUSICから発売された。

## 概要

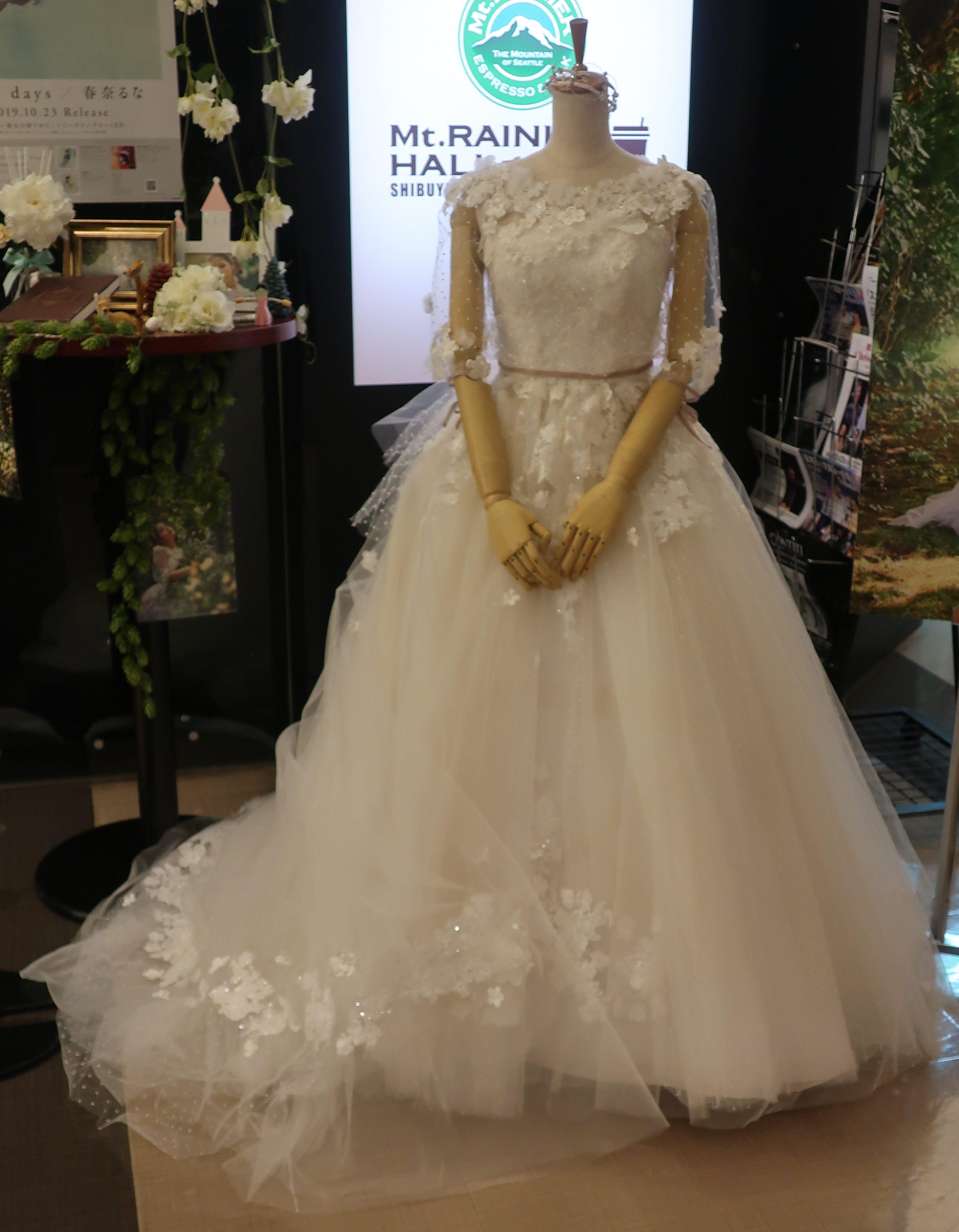
glory daysのMVで着用した春奈るなプロデュースのウエディングドレスLUNAMARIA 第５弾 (花の妖精)

前作S×W EPから、2年半ぶりのミニアルバム (EP)の発売となった。
アルバムのリード曲は、劇場版「冴えない彼女の育てかた Fine」の主題歌となっている、アルバムのタイトル同じ名前の「glory days」である。その他には、テレビアニメ１期「冴えない彼女の育てかた」とその２期「冴えない彼女の育てかた♭」のオープニングテーマと、エンディングテーマを春奈るながカバーした曲が収録されている。
glory daysは、テレビアニメ１期エンディング「カラフル。」を担当した沢井美空が作曲し、作詞は二人の共作となっている。glory days について、本人は、「『冴えカノ』の集大成でもあるので、聴いていくとこれまでのストーリーを振り返られるものにしたいなと思って、これまでのOP・ED楽曲のタイトルを入れたり、細かく話し合いながら歌詞を組んでいきました」、「「glory days」はとにかくメッセージ性が強い曲だし、今までのことも振り返られる曲でもあるので、聴き込んでから観ていただくと、また別の楽しみがあると思います。歌詞にも観た人ならわかるワードが散りばめてあるので」と語っている。。

## リリース
最初の発売形態は、初回生産限定盤（CD+DVD）、期間生産限定盤（CD+DVD）、通常盤の3形態である。
初回生産限定盤には、ミュージックビデオとメイキング映像を収録したDVDが、期間生産限定盤には「冴えない彼女の育てかた Fine」本予告を収録したDVDが付属している。
その後、2020年9月23日に、配信限定シングル「glory days-movie ver.-」がリリースされた。

## 収録曲
| #         | タイトル                         | 作詞                                 | 作曲                       | 編曲           | 時間  |
| --------- | -------------------------------- | ------------------------------------ | -------------------------- | -------------- | ----- |
| 1.        | 「glory days」                   | 沢井美空（blue but white）、春奈るな | 沢井美空（blue but white） | Saku           | 4:53  |
| 2.        | 「君色シグナル」                 | 春奈るな、増谷賢                     | 増谷賢                     | 増谷賢         | 4:43  |
| 3.        | 「ステラブリーズ」               | 春奈るな                             | 杉坂天汰、ツカダタカシゲ   | ツカダタカシゲ | 4:06  |
| 4.        | 「カラフル。」                   | 沢井美空                             | 沢井美空                   | Saku           | 4:18  |
| 5.        | 「桜色ダイアリー」               | 妄想キャリブレーション、沢井美空     | 本田正樹                   | Saku           | 4:32  |
| 6.        | 「glory days」(Instrumental)     |                                      |                            |                | 4:53  |
| 7.        | 「カラフル。」(Instrumental)     |                                      |                            |                | 4:18  |
| 8.        | 「桜色ダイアリー」(Instrumental) |                                      |                            |                | 4:30  |
| 合計時間: | 合計時間:                        | 合計時間:                            | 合計時間:                  | 合計時間:      | 36:13 |

| #  | タイトル                        | 作詞 | 作曲・編曲 |
| -- | ------------------------------- | ---- | ---------- |
| 1. | 「「glory days」」(Music Video) |      |            |
| 2. | 「Making of "glory days"」      |      |            |

| #  | タイトル                                  | 作詞 | 作曲・編曲 |
| -- | ----------------------------------------- | ---- | ---------- |
| 1. | 「「冴えない彼女の育てかた Fine」本予告」 |      |            |

| #         | タイトル                   | 作詞                                 | 作曲                       | 編曲      | 時間 |
| --------- | -------------------------- | ------------------------------------ | -------------------------- | --------- | ---- |
| 1.        | 「glory days-movie ver.-」 | 沢井美空（blue but white）、春奈るな | 沢井美空（blue but white） | Saku      | 5:06 |
| 合計時間: | 合計時間:                  | 合計時間:                            | 合計時間:                  | 合計時間: | 5:06 |